# 大阪城的七将星
大阪城的七将星是国粋主義者福本日南於1921年寫的一本書（文會堂書店），七将星指公元1614年和1615年大坂之阵时进入大坂城对抗德川幕府的七位指挥官。他们分别是真田幸村、大野治房、木村重成、长宗我部盛亲、明石全登、后藤基次以及毛利胜永。